# Chittleborough Ridge
Chittleborough Ridge ist ein 400 m hoher und felsiger Grat auf der Insel Heard im südlichen Indischen Ozean. Oberhalb der Mechanics Bay trennt er den Mary-Powell- vom Downes-Gletscher.
Namensgeber ist der Biologe Graham Chittleborough (1927–2012), der 1949 bei einer Kampagne der Australian National Antarctic Research Expeditions an der biologischen Erkundung der Nordküste von Heard beteiligt war.